# 駐日北マケドニア大使館
駐日北マケドニア大使館（マケドニア語: Амбасада на Северна Македонија во Јапонија、アルバニア語: Ambasada e Maqedonisë së Veriut në Japoni、英語: Embassy of North Macedonia in Japan）は、北マケドニアが日本の首都東京に設置している大使館である。在東京北マケドニア大使館（マケドニア語: Амбасада на Северна Македонија во Токио、アルバニア語: Ambasada e Maqedonisë së Veriut në Tokio、英語: Embassy of North Macedonia in Tokyo）とも。

## 沿革
1991年9月8日、マケドニア共和国がユーゴスラビア社会主義連邦共和国からの独立を宣言。1993年12月に日本が同国をマケドニア旧ユーゴスラビア共和国として承認し、翌1994年3月に両国間の外交関係が樹立された。
ウィーンの在オーストリア大使館による兼轄を経て、まず2013年5月に駐日大使館仮事務所が設置された後、
2014年10月に駐日マケドニア旧ユーゴスラビア共和国大使館（マケドニア語: Амбасада на Поранешна Југословенска Република Македонија во Јапонија、アルバニア語: Ambasada e Ish Republikës Jugosllave të Maqedonisë në Japoni、英語: Embassy of the Former Yugoslav Republic of Macedonia in Japan、英略称: Embassy of FYROM in Japan）が開館した。初代常駐大使はアンドリヤナ・ツヴェトコビッチ。
2019年2月、マケドニア旧ユーゴスラビア共和国が憲法上の名称を北マケドニア共和国に改称したことに伴い、東京の大使館も駐日北マケドニア共和国大使館に改称された。

## 所在地
| 日本語 | 〒141-0022 東京都品川区東五反田五丁目16-17 パティオ池田山イースト           |
| 英語   | Patio Ikedayama East, Higashi Gotanda 5-16-17, Shinagawa-ku, Tokyo 141-0022 |

## 大使
2024年5月9日より、ドラガン・ペトコヴスキが臨時代理大使を務めている。